# Prince Tagg
Prince Tagg, född 4 juni 2006, död 2018 var en svenskfödd varmblodig travhäst. Han tränades och kördes under större delen av tävlingskarriären av Ralf Karlstedt vid Mantorptravet. Under en kort period 2014 tränades han av Timo Nurmos och kördes då oftast av Jorma Kontio.
Han sprang under sin tävlingskarriär in 3,2 miljoner kronor på 96 starter, varav 12 segrar, 13 andraplatser och 10 tredjeplatser. Han tog sin karriärs största seger i Jubileumspokalen (2011). Bland hans främsta meriter räknas även segrarna i Breeders' Crown 4-åriga h/v (2010) och Prins Carl Philips Jubileumspokal (2011).
Vid hans största segrar (Breeders' Crown 4-åriga h/v, Jubileumspokalen och Prins Carl Philips Jubileumspokal) besegrade han stjärnhästen Sebastian K., som senare skulle slå världsrekord i USA.
Under säsongen 2011 blev han även inbjuden till 2011 års upplaga av Elitloppet på Solvalla, där han slutade på sjätte plats i sitt kvaheat, och kvalificerade sig därmed inte till final.
Han avslutade sin tävlingskarriär i oktober 2016. Han var under sin livstid aldrig verksam i avel.